# Valletta FC
A Valletta FC, teljes nevén Valletta Football Club egy máltai labdarúgócsapat. A klubot 1943-ban alapították, székhelyük a főváros, Valletta. Jelenleg az első osztályban szerepelnek.

## Története
Nincs egyértelmű bizonyíték, hogy mikor alakult a Valletta FC, így úgy véljük, hogy a város két labdarúgó klubbal rendelkezett. Ezek közül a jelentősebb a Valletta United csapata lett. A Valletta United úgy volt ismert, mint a „téri csapat”, mivel a klub székhelye a Szent György téren volt található, 1904 és 1932 között. A Valletta United két alkalommal nyerte meg a bajnoki címet, az 1914–1915-ös és az 1931–1932-es szezonban. Ezenkívül másodikok lettek az 1925–1926-os és az 1926–1927-es idényben. A United meg is nyerte a Cousis Shield kupát, ami szintén ismert, mint a Knock Out verseny (bár a "Trophy" még ismertebb) - megnyerték egymás után kétszer 1914-1915,. Bár akkoriban a Sliema és a Floriana uralta a helyi színteret, azokban abban az időben, a győzelmet Valletta United szerezte meg, megtörve a monopóliumot és a indukált nagyobb versenyt. Habár a Valletta United nyerte meg a bajnokságot az 1931–1932-es szezonban, azonban valamilyen oknál fogva a következő szezonban  eltűnt a labdarúgó történelemből, és így a monopóliumot újrakezdte a Sliema és a Floriana futballklub.
Valletta United nem az egyetlen csapat volt, abban a városban, aki játszott a legmagasabb osztályban (az MFA-ban) az 1925–1926-os és az 1926–1927-es szezonban Valletta Rovers, és az 1937–1938-as szezonban a Valletta City is szerepelt.

### Öt kupa egy szezon alatt
Az 1996–1997-es szezonban a Valletta FC megnyerte mind az öt versenyen, amelyet a máltai futball kínál. Ez úgy történt, hogy sikerült megnyernie a máltai Premier League-t, a Rothmans Trophy-t, a Szuper Kupa Five-t, a Löwenbräu kupát és a Szuperkupát is.

### 2001: a történelmi szezon: hat kupagyőzelem
A 2000–2001-es szezonban a Valletta FC-nek sikerült megdöntenie a saját rekordját, amelyet az 1996–1997-es szezonban ért el. Ezúttal elnyerte a hat címet, amelyet a MFA nyújtott. Ebben az időszakban alakult a Centenáriumi Kupa. Azért volt fontos ez a kupa a MFA számára, mivel meg akarták megünnepelni a 100. évfordulóját a bajnokságnak.

### 2008: ismét bajnokként
A Valletta rengeteg pénzt költött az átigazolási piacon, és emiatt az elvárások magasak voltak. A csapat a szezont a lehető legrosszabb módon kezdte meg, elszenvedte egy 3-2 vereséget az örök rivális örök rivális, Floriana ellen. Valletta rossz kezdete folytatódott az 1-1 elleni döntetlennel a Hibernians ellen, aki a bajnokság végén az utolsó meccsen biztosította bentmaradását az elsőosztályba, majd egy újabb vereség a Sliema ellen, és két 0-0-s eredmény a Ħamrun Spartans és a Msida ellen. De végül Valletta hit jó formában és 1-0 megnyerte a Birkirkarát, és 7-0-ával "lomtárba" tette a tavalyi bajnok Marsaxlokk-ot, és megbosszulta vereségét a Floriana egy 4-0-s győzelemmel, december 8-án. Ezután megnyerte a Msidát, a Mqabbát, a Ħamrunot, a Sliemát és a Marsaxlokkot, és ezzel a csapat megmutatta a klub nyerő tizenegyét, hiszen a város a szezon kezdeti bús hangulatból azonnal víg hangulattá vált, amikor az utolsó forduló megnyerésével a csapatuk bajnok lett ismét. Ezzel Valletta megnyerte a 19. Premier League címet.

### 20.bajnoki cím
Valletta megnyerte a 2010-2011 BOV Premier League veretlenül, amellyel a csapat begyűjtötte a 20. címet a Valletta FC történetében. A máltai lapok ezzel a három címszóval írtak a csapat csodálatos évéről: "Il-Valletta unbeatable", máltaiul annyit jelent: A verhetetlen Valletta, a "Il-Valletta bla waqfien", máltaiul annyit jelent: a megállíthatatlan Valletta, és a "A wunderbare Valletta", máltaiul annyit jelent: A csodás Valletta.

### 21. bajnoki cím
Valletta megnyerte a 2011-2012 BOV Premier League-et, miután legyőzte Sliema Wanderersot 3-0-ra, ez volt a 21. címe a csapat történetében Valletta FC. Ezt a bajnokságot is veretlenül zárták.
Ők nyertek 3 kupát a 4 kupából a máltai bajnokságban: a 2011-2012 BOV Premier League-et, a 2011-12 máltai Szuper Kupát, valamint az Euro Challenge Cupát.

### 2012-2013-as szezon
Ebben a szezonban a csapat 3 vereségével csak a második lett, és így kvalifikálta magát a 2013–2014-es Európa-liga selejtező körébe.
A 2017-18-as idény végén 24. alkalommal nyerték meg a bajnokságot.

## Európában

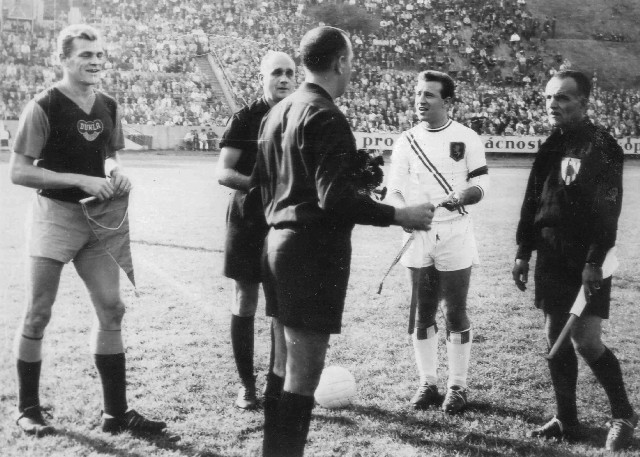
A Dukla Praha ellen

A Valletta először 1963-ban szerepelt nemzetközi porondon, ekkor a BEK első selejtezőjében a cseh AC Dukla Praha csapatával találkozott. A kiscsapat simán kiesett, a Dukla 8–0-lal jutott tovább. Később több nagy európai csapattal játszottak, ezek többek között az Inter, a Leeds, valamint a magyar Honvéd. Mindegyik ellen súlyos összesített vereséggel búcsúztak.

## Sikerek
- Bajnok: 25

1914/15*, 1931/32*, 1944/45, 1945/46, 1947/48, 1958/59, 1959/60, 1962/63, 1973/74, 1977/78, 1979/80, 1983/84, 1989/90, 1991/92, 1996/97, 1997/98, 1998/99, 2000/01, 2007/2008, 2010/11, 2011/12, 2013/14, 2015/16, 2017/18, 2018/19
* Valletta Unitedként
- Kupagyőztes: 134

1959/60, 1963/64, 1974/75, 1976/77, 1977/78, 1990/91, 1994/95, 1995/96, 1996/97, 1998/99, 2000/01, 2009/10, 2013/14, 2017–18
- Szuperkupa-győztes: 13

1990, 1995, 1997, 1998, 1999, 2001, 2008, 2010, 2011, 2012, 2016, 2018, 2019
- Löwenbräu Cup: 11

1993/94 1994/95 1995/96 1996/97 1997/98 2000/01
- Super 5 Lottery Tournament: 4

1992/93 1996/97 1999/00 2000/01 2007/08
- Centenary Cup: 1

2000
- MFA Malta Cup: 1

1943/44
- Cassar Cup: 4

1943/44 1958/59 1965/66 1967/68
- Cousis Shield: 2

1914/15* 1920/21*
* Valletta Unitedként
- Coronation Cup: 1

1953/54
- Scicluna Cup: 2

1960/61 1963/64
- Sons of Malta Cup: 2

1974/75 1978/79
- Independence Cup: 3

1974/75 1979/80 1980/81
- Testaferata Cup: 1

1979/80
- Euro Cup: 3

1983/83 1987/88 1989/90
- Division 2 Champions: 1

1939/40 *
* Valletta Prestonsként

## Jelenlegi keret
A félkövérrel jelzett labdarúgók rendelkeznek felnőtt válogatottsággal.
| #  |       | Poszt | Név                 |
| -- | ----- | ----- | ------------------- |
| 2  | Málta | KP    | Justin Grioli       |
| 4  | Málta | V     | Jonathan Bondin     |
| 5  | Málta | V     | Roderick Briffa     |
| 7  | Málta | CS    | Gilbert Agius (Csk) |
| 8  | Málta | KP    | Edmond Agius        |
| 9  | Málta | CS    | Ian Zammit          |
| 10 | Málta | KP    | David Camilleri     |
| 13 | Málta | V     | Steve Bezzina       |
| 17 | Málta | V     | Kenneth Scicluna    |
| 18 | Málta | KP    | Jamie Pace          |
| 19 | Málta | KP    | Dylan Grima         |
| 20 | Málta | KP    | Dyson Falzon        |

| #  |         | Poszt | Név                           |
| -- | ------- | ----- | ----------------------------- |
| 22 | Málta   | CS    | Cleavon Frendo                |
| 24 | Málta   | K     | Andrew Hogg                   |
| 26 | Málta   | KP    | Stefan Giglio (Csk-helyettes) |
| 28 | Málta   | K     | Nicholas Vella                |
| 30 | Kamerun | CS    | Njongo Priso                  |
| 66 | Málta   | V     | Luke Dimech                   |
| 77 | NED     | CS    | Jordi Cruyff                  |
|    | Málta   | KP    | Mark Barbara                  |
|    | Málta   | KP    | Keith Fenech                  |
|    | Málta   | KP    | Massimo Grima                 |
|    | Málta   | KP    | Kurt Magro                    |
|    | Málta   | CS    | Dylan Zarb                    |

## Európa-liga
| Szezon    | Forduló      | Klub       | Otthon | Vendég | Összesített |
| --------- | ------------ | ---------- | ------ | ------ | ----------- |
| 2013–2014 | Selejtezőkör | La Fiorita | -      | 0-3    | -           |

## KEK-mérkőzések
| Szezon  | Forduló   | Ország   | Klub             | Otthon | Idegenben | Össz. |
| ------- | --------- | -------- | ---------------- | ------ | --------- | ----- |
| 1964-65 | 1. kör    | ESP      | Real Zaragoza    | 0-3    | 1-5       | 1-8   |
| 1975-76 | 1. kör    | HUN      | Haladás          | 1-1    | 0-7       | 1-8   |
| 1977-78 | 1. kör    | Szovjet  | Gyinamo Moszkva  | 0-2    | 0-5       | 0-7   |
| 1983-84 | 1. kör    | skót     | Rangers          | 0-8    | 0-10      | 0-18  |
| 1991-92 | 1. kör    | Portugál | FC Porto         | 0-3    | 0-1       | 0-4   |
| 1995-96 | Selejtező | SVK      | Inter Bratislava | 0-0    | 2-5       | 2-5   |
| 1996-97 | Selejtező | Románia  | Gloria Bistriţa  | 1-2    | 1-2       | 2-4   |

## Intertotó-kupa
| Szezon | Forduló | Ország     | Klub                | Otthon | Idegenben | Össz |
| ------ | ------- | ---------- | ------------------- | ------ | --------- | ---- |
| 2002   | 1. kör  | Albánia    | Teuta Durrës        | 1-2    | 0-0       | 1-2  |
| 2005   | 1. kör  | Montenegró | Budućnost Podgorica | 0-5    | 2-2       | 2-7  |

## UEFA-kupa
| Szezon  | Forduló      | Ország  | Klub            | Otthon | Idegenben | Össz.     |
| ------- | ------------ | ------- | --------------- | ------ | --------- | --------- |
| 1972-73 | 1. kör       | ITA     | Internazionale  | 0-1    | 1-6       | 1-7       |
| 1979-80 | 1. kör       | ENG     | Leeds United    | 0-4    | 0-3       | 0-7       |
| 1987-88 | 1. kör       | ITA     | Juventus        | 0-4    | 0-3       | 0-7       |
| 1989-90 | 1. kör       | AUT     | First Vienna    | 1-4    | 0-3       | 1-7       |
| 1993-94 | 1. kör       | TUR     | Trabzonspor     | 1-3    | 1-3       | 2-6       |
| 1994-95 | Selejtező    | Románia | Rapid Bucureşti | 2-6    | 1-1       | 3-7       |
| 2000-01 | 1. selejtező | horvát  | NK Rijeka       | 4-5    | 2-3       | 6-8(h.u.) |
| 2003-04 | 1. selejtező | SUI     | Neuchâtel Xamax | 0-2    | 0-2       | 0-4       |

## BEK/BL
| Szezon  | Forduló      | Ország        | Klub                  | Otthon | Idegenben | Össz. |
| ------- | ------------ | ------------- | --------------------- | ------ | --------- | ----- |
| 1963-64 | Selejtező    | Csehszlovákia | AC Dukla Praha        | 0-2    | 0-6       | 0-8   |
| 1974-75 | 1. kör       | FIN           | HJK                   | 1-0    | 1-4       | 2-4   |
| 1978-79 | 1. kör       | SUI           | Grasshoppers FC       | 3-5    | 0-8       | 3-13  |
| 1980-81 | Selejtező    | HUN           | Kispest Honvéd        | 0-3    | 0-8       | 0-11  |
| 1984-85 | 1. kör       | AUT           | Austria Wien          | 0-4    | 0-4       | 0-8   |
| 1990-91 | 1. kör       | skót          | Rangers               | 0-4    | 0-6       | 0-10  |
| 1992-93 | Selejtező    | Izrael        | Makkabi Tel-Aviv      | 1-2    | 0-1       | 1-3   |
| 1997-98 | 1. selejtező | lett          | Skonto FK             | 1-0    | 0-2       | 1-2   |
| 1998-99 | 1. selejtező | Ciprus        | Anórthoszi Ammohósztu | 0-2    | 0-6       | 0-8   |
| 1999-00 | 1. selejtező | Wales         | Barry Town            | 3-2    | 0-0       | 3-2   |
|         | 2. selejtező | AUT           | Rapid Wien            | 0-2    | 0-3       | 0-5   |
| 2001-02 | 1. selejtező | FIN           | FC Haka               | 0-0    | 0-5       | 0-5   |
| 2008-09 | 1. selejtező | SVK           | Artmedia Petržalka    | 0-2    | 0-1       | 0-3   |

## Ismertebb játékosok
| - Gilbert Agius - Edward Azzopardi - Heiner Backhaus - Christian Berg - Alfred Borg - Joseph 'Pesu' Borg - Vincent Borg Bonaci - John Buttigieg - Tony Calleja - Joseph Camilleri - Paul Carbonaro - Jeffrey Chetcuti - Tony Ciantar - Joseph Cilia - Reginald Cini - John Darmanin - Alfred Debono - Darren Debono | - Emmanuel Farrugia - Leonard Farrugia - Dennis Fenech - Raymond Gauci - Stefan Giglio - Jack Grech - Frank Grima - Charlie Mackay - Vincent 'Maxi' Magro - Raymond Mifsud - Omar Sebastián Monesterolo - Pavel Mraz - Thomas Niesen - Branko Nisevic - Kristian Laferla - Christopher Oretan - Louis Pace | - Nicholas Saliba - Raymond Sciberras - Salvinu Schembri - Hubert Suda - Carlo Seychell - Charles Spiteri - Frank Temile - Daniel Theuma - Josie Urpani - Eddie Vella - Nenad Veselji - Charles Williams - Ivan Zammit - Frankie Zammit - Joseph Zammit - Joseph Zarb - Jesmond Zerafa - Paulo Massaro |  |

## Külső hivatkozások
- Hivatalos weboldal
- Az utánpótláscsapat honlapja
- Valletta FC Fanzone
- White Warriors - Valletta Ultras
- Fórum - V-Blood